# رادیون گاتاولین
رادیون گاتاولین (روسی: Радио́н Аксанович Гатау́ллин؛ زادهٔ ۲۳ نوامبر ۱۹۶۵) ورزشکار پرش با نیزه اهل روسیه بود.
وی در مسابقات کشوری و بین‌المللی در مجموع برندهٔ ۴ مدال طلا، ۱ مدال نقره، ۱ مدال برنز شده‌است.